# Podocarpus roraimae
Podocarpus roraimae — вид хвойних рослин родини подокарпових.

## Поширення, екологія
Країни поширення: Венесуела. Цей чагарник або невелике дерево росте в тропічних гірських дощових лісах на висотах між 1800 і 2700 м над рівнем моря. Часто росте на відкритих скелястих плато і ярах серед невеликих дерев і чагарників, включаючи: Befaria sprucei, Daphnopsis steyermarkii, Psychotria jauaensis, Schefflera umbellata і Weinmannia velutina.

## Використання
Використання не зафіксовано.

## Загрози та охорона
Немає відомих загроз. Має захист в межах Національного Парку Рорайма.